# KLINGER
KLINGER is een producent van afdichtingen, afsluiters, regelkleppen, slangen en compensatoren, specifiek voor de procesindustrie. Het familiebedrijf heeft zijn hoofdkantoor in het Oostenrijkse Gumpoldskirchen en is wereldwijd actief. In Nederland heeft het bedrijf vestigingen in Rotterdam en het Limburgse Elsloo.

## Geschiedenis
Oprichter Richard Klinger (1860-1928) was de zoon van een bouwvakker. Hij had een voorliefde voor techniek en innovatie en studeerde werktuigbouwkunde in Wenen. Daar begon hij in 1886 een werkplaats en legde daarmee de basis voor de industrieële activiteiten van de familie Klinger. Kort nadat hij in 1888 het Reflex-peilglastoestel had uitgevonden, richtte hij het bedrijf Klinger op en vestigde zich in zijn geboorteplaats Gumpoldskirchen.

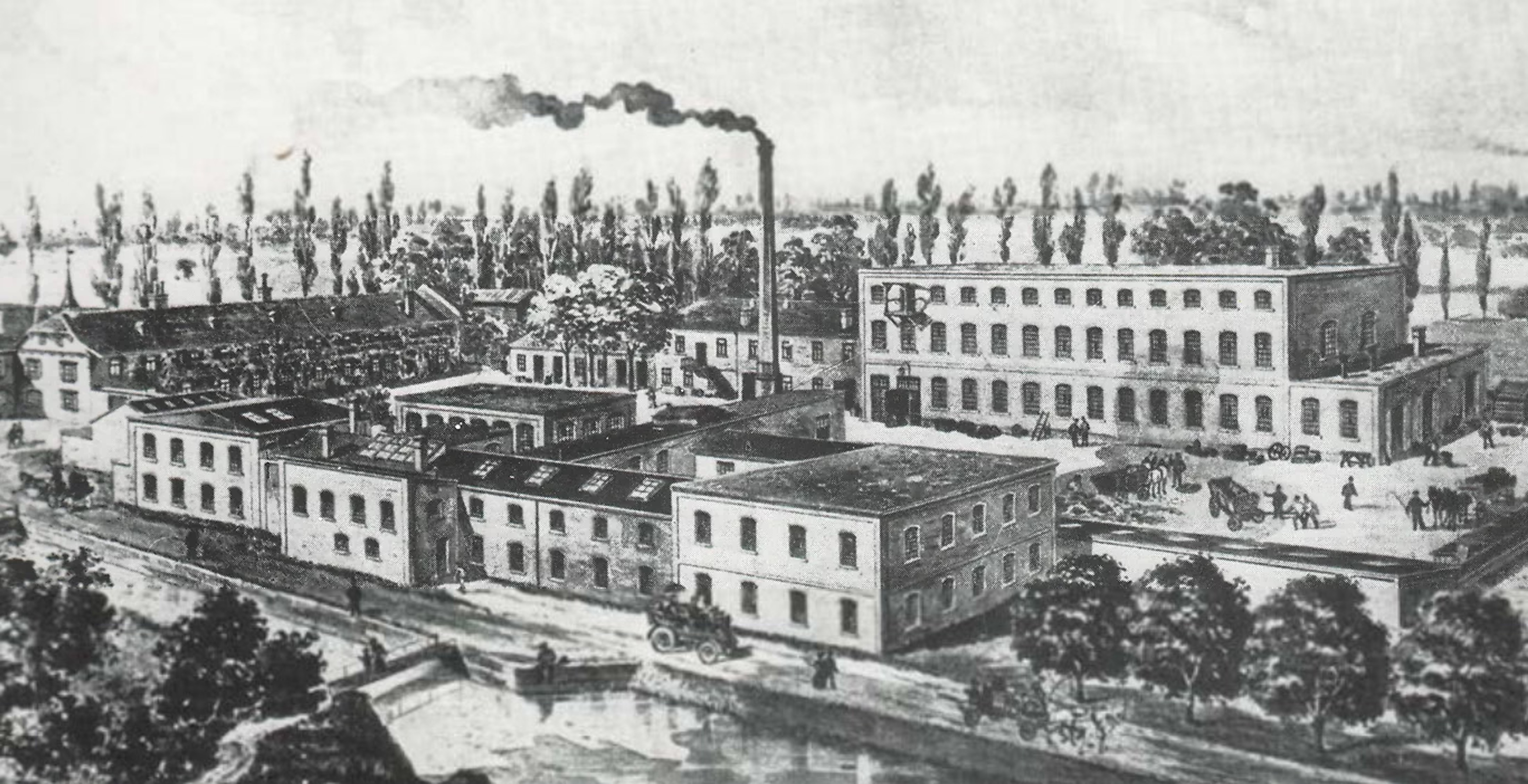
De oorspronkelijke fabriek rond 1900

In 1893 opende hij zijn eerste fabriek onder de naam “Gumpoldskirchner Maschinen- und Metallwarenfabrik". In 1898 werd het zogenaamde 'Klingerit' uitgevonden, een materiaal van samengeperste vezels (waaronder asbest), waar afdichtingen van gemaakt kon worden. Begin jaren 1920 startte het bedrijf met de productie van wat een nieuwe industriestandaard zou worden: de plunjerafsluiter, een type ventiel met vervangbare hoge hittebestendige afdichtingssysteem. Het bedrijf opende diverse verkoopkantoren en productielocaties, waaronder 'NV Richard Klingers Handel-Mij' in Rotterdam.
Na Klingers overlijden in 1928 werd het bedrijf voortgezet door Karl Klinger. Onder het nieuwe leiderschap richtte het bedrijf zich op de ontwikkeling van zuur- en oliebestendige afdichtingen. Eind jaren 1930 begon het bedrijf met de ontwikkeling en productie van remblokken voor de auto-industrie.
In 1957 kwam de leiding van de Klinger-fabrieken in handen van Hubert Klinger-Lohr. Onder zijn leiding werd de focus verschoven naar de ontwikkeling van meer productielocaties en het bieden van meer service. In 1968 startte het bedrijf met de productie van een eigen uitvinding: de Ballostar-kogelkraan, een heavyduty-kraan, geschikt voor met name condensaat en stoom.
In de jaren 1970 werd het bedrijf geconfronteerd met diverse rapporten waaruit duidelijk werd dat asbest schadelijk kon zijn voor de gezondheid. Het bedrijf moest op zoek naar een alternatief voor Klingerit, waarin immers asbest verwerkt zat. Het zou tot begin jaren 1980 duren voordat geschikte alternatieven gevonden werd ter vervanging van het oude Klingerit. Aanvankelijk werd een rubbelvezel gebruikt, later werd overgestapt naar teflon (PTFE).
In 1980 werd in Zwitserland een nieuwe productielocatie en kantoor geopend onder de naam Klinger AG Egliswil. Op deze locatie werden hittebestendige pakkingmaterialen van flexibel grafiet en mica gemaakt, voor toepassingen als rubberbekleed staal.
In 1984 kwam Thomas Klinger-Lohr als de vierde generatie van de familie Klinger aan het hoofd van het bedrijf. In 1994 vond een fusie plaats tussen het Duitse dochterbedrijf Richard Klinger GmbH en het Duitse automotive bedrijf Elring, waaruit de ElringKlinger AG groep voortkwam, deze is sinds 2002 beursgenoteerd.
Anno 2023 houdt het bedrijf zich ook bezig met het leveren van producten voor waterstoftoepassingen. 